# Ǭ̀
Ǭ̀ (minuscule : ǭ̀), appelé O macron accent grave ogonek, est une lettre latine utilisée dans l’écriture du tagish.
Il s’agit de la lettre O diacritée d’un macron, d’un accent grave et d’un ogonek.

## Représentations informatiques
Le O macron accent grave ogonek peut être représenté avec les caractères Unicode suivants : 
- précomposé et normalisé NFC (latin étendu B, diacritiques) :

| formes    | représentations | chaînes de caractères | points de code | descriptions                                                        |
| --------- | --------------- | --------------------- | -------------- | ------------------------------------------------------------------- |
| capitale  | Ǭ̀               | Ǭ◌̀                    | U+01EC U+0300  | lettre majuscule latine o ogonek et macron diacritique accent grave |
| minuscule | ǭ̀               | ǭ◌̀                    | U+01ED U+0300  | lettre minuscule latine o ogonek et macron diacritique accent grave |

- décomposé et normalisé NFD (latin de base, diacritiques) :

| formes    | représentations | chaînes de caractères | points de code              | descriptions                                                                             |
| --------- | --------------- | --------------------- | --------------------------- | ---------------------------------------------------------------------------------------- |
| capitale  | Ǭ̀               | O◌̨◌̄◌̀                  | U+004F U+0328 U+0304 U+0300 | lettre majuscule latine o diacritique ogonek diacritique macron diacritique accent grave |
| minuscule | ǭ̀               | o◌̨◌̄◌̀                  | U+006F U+0328 U+0304 U+0300 | lettre minuscule latine o diacritique ogonek diacritique macron diacritique accent grave |